# Sansão e Dalila (minissérie)
Sansão e Dalila é uma minissérie brasileira que foi produzida e exibida pela RecordTV de 4 de janeiro a 2 de fevereiro de 2011. A minissérie é baseada na história bíblica do Livro de Juízes. O roteiro foi escrito por Gustavo Reiz, sob a direção geral de João Camargo.
Contou com Fernando Pavão, Mel Lisboa, Rafaela Mandelli, Cláudio Gabriel, Lu Grimaldi, Roberto Frota, Nina de Pádua, Karen Junqueira, Felipe Cardoso, Valéria Alencar, João Vitti, Miguel Thiré, Thaís Fersoza, Milhem Cortaz e Marcelo Escorel nos papéis centrais.
Boa parte da história foi gravada na cidade de Madre de Deus de Minas, Minas Gerais, em Niterói e também no Nordeste do Brasil. Além disso a minissérie possui uma cidade cenográfica no complexo de estúdios RecNov em Vargem Grande, no Rio de Janeiro. O investimento soma mais de 12 milhões de reais.

## Enredo
Numa época em que os hebreus eram fortemente oprimidos e perseguidos pelos filisteus – povo inimigo que queria dominar a Terra Prometida em sua totalidade –, o poder estava descentralizado e a população, que estava submetida às ameaças, clamava por libertação. Nesse contexto, Zilá (Lu Grimaldi), uma mulher estéril que sempre sofreu por não ter filhos com o marido, Manoá (Roberto Frota), ambos hebreus, recebe a visita de um Mensageiro de Deus (João Vitti). O homem anuncia que ela conceberia um menino, cuja navalha jamais deveria ser passada em seus cabelos, como um voto de consagração a Deus. Esse menino, que receberia o nome de Sansão (Fernando Pavão), nasceria dotado de uma força incomum e começaria a livrar seu povo da dominação, transformando-se num herói justo, carismático e polêmico. Um homem capaz de derrotar, sozinho, exércitos armados e animais selvagens, mas que não resistiria à força de sedução de Dalila (Mel Lisboa).
Seguindo a trajetória desses dois personagens mais fortes que o tempo, Sansão e Dalila é uma minissérie de 18 episódios, repleta de ação, paixões, lutas impactantes, histórias emocionantes de esperança, superação e fé.
A atração de Sansão pelas mulheres do povo inimigo não tem início com Dalila. Ele se apaixona por Ieda (Rafaela Mandelli) ao vê-la numa feira. Sansão encontra oposição em sua própria casa, quando se refere à bela mulher que viu entre os filisteus. Zilá defende que ele deveria escolher uma mulher do povo dele e não entre os inimigos. Defende que a miséria em que o povo deles vive é por terem rompido a Aliança com Deus e misturar-se aos inimigos só pioraria a situação. Mas Sansão segue suas vontades. Ieda é filha de um rico filisteu e já possui um pretendente que não ama. Trata-se de Faruk (Miguel Thiré), soldado que, para crescer no exército e conquistar a confiança do pai de Ieda, planeja um atentado contra um povoado de hebreus para exterminar todos que lá residem. O povoado escolhido é justamente o de Sansão. Sansão luta com os soldados e, sem armas, derrota o exército de Faruk. Quando retorna à casa de Ieda para tomá-la como esposa, Sansão luta com um leão e triunfa sobre a fera, em mais uma prova – até para si mesmo – de sua força incomum.
Dalila, por sua vez, é uma bela filisteia que vive com a mãe e o padrasto no vale de Soreque, território filisteu. Por causa de sua beleza estonteante, Dalila atrai todos os olhares – incluindo o de seu padrasto, Rudiju (Camilo Bevilacqua). Como não encontra amparo na própria mãe, Dalila foge de casa e é amparada por uma mulher, chamada Zaira (Ittala Nandi). Ela é dona de uma casa de meretrizes, que promete fazer de Dalila uma mulher muito poderosa. De fato, é o que acontece, já que o príncipe Inárus (Marcello Escorel) assiste a uma apresentação de dança e leva Dalila para ser sua cortesã no palácio de Gaza. Lá, ela encontra rivalidades entre as mulheres que se sentem ameaçadas e enfrenta os obstáculos que surgem em seu caminho, desde tentativas de envenenamento até a obsessão de homens perigosos, como Abbas (Milhem Cortaz), superior de Faruk e sanguinário comandante do exército filisteu.
Sansão e Faruk duelam pela mão de Ieda e Sansão vence. No retorno para casa, ele encontra a carcaça do leão que matara anteriormente. Na boca do animal formou-se uma colmeia, de onde pinga um viscoso mel. Daquela imagem sai a inspiração para o enigma que Sansão lança aos filisteus, que deve ser solucionado até o sétimo dia do banquete das bodas. Os filisteus não conseguem descobrir o enigma proposto. Aconselhado pelo comandante Abbas, Faruk ameaça Ieda e sua família de morte, caso ela não descubra o segredo do enigma de Sansão. O desespero de Ieda é tanto que Sansão se comove e lhe conta o segredo. Faruk desvenda o enigma e Sansão percebe que foi traído. Após um tempo distante, Sansão retorna à casa de Ieda, para entender os motivos que a levaram a traí-lo daquela forma. Mas ele tem uma grande surpresa ao ver que Ieda foi entregue pelo pai a Faruk. Inflamado, Sansão incendeia as searas dos filisteus, que respondem a altura.
Abbas ordena que incendeiem a casa da responsável por isso: Ieda. Sansão ainda chega a ponto de retirar Ieda com vida. Antes de morrer, ela conta que Faruk a obrigou a traí-lo, ameaçando sua família. Sansão destina sua ira a Faruk. Sendo que o grande inimigo de Sansão é o comandante Abbas.
Sansão retorna para seu povoado e assume o papel de juiz do povo, durante um tempo de paz. Em seu leito de morte, Manoá aconselha Sansão a estender aqueles tempos pacíficos a todas as tribos do povo hebreu. Sansão parte para Judá. O comandante Abbas descobre o paradeiro de Sansão e envia o exército para lá. Os homens de Judá são pressionados pelos filisteus e, muito assustados, vão até Sansão. Ele aceita se entregar aos filisteus, mas pede que os homens de Judá apenas o amarrem e não o matem. Diante dos soldados filisteus, Sansão arrebenta as cordas e luta, ferindo mil homens com uma queixada de jumento que encontra no chão. Após a vitória sobre os inimigos, Sansão cai ao chão, exaurido. Sentindo grande sede, clama a Deus para que não o deixe morrer nas mãos dos filisteus. É quando uma fenda se abre na pedra e dela sai água, que faz com que Sansão recobre o ânimo. Recuperado, Sansão se afasta, diante do olhar maravilhado do povo. A repercussão das vitórias de Sansão chega aos ouvidos de Dalila, que se interessa pelo guerreiro hebreu.
Perturbado com os acontecimentos, Sansão viaja para Gaza, onde passa a noite com uma meretriz. O comandante Abbas descobre, por essa mulher, que Sansão estava na cidade. Na praia, uma mulher que se banha no mar chama a atenção de Sansão: é Dalila. Ele esconde as roupas dela e logo depois devolve. Dalila não dá chances para ele se explicar e foge, deixando-o sozinho. Cercado pelo exército, Sansão retira as portas de Gaza e foge. Mas retorna e invade o palácio do príncipe Inárus, exigindo que o tirano deixe o povo hebreu em paz. Só então Dalila descobre que o homem que vira na praia e roubara suas roupas era o temido guerreiro hebreu.
Sansão permanece na cidade por causa de Dalila. E o príncipe Inárus decide usar a beleza de Dalila a favor do povo filisteu. Ele propõe que ela descubra em que consiste a força de Sansão, em troca de uma grande quantia em prata. Dalila aceita o desafio e começa a persuadir Sansão. Durante essas tentativas, Dalila conhece um amor nunca antes experimentado. Sansão ainda a engana algumas vezes, o que faz aumentar ainda mais a pressão do príncipe Inárus sobre ela. Completamente envolvido, Sansão revela à Dalila a origem de sua força: o seu voto com Deus e a proibição de passar a navalha nos cabelos. E, assim, o futuro de Sansão fica nas mãos de Dalila.
Ter as tranças cortadas pode mesmo tirar o poder de Sansão? Virar um prisioneiro pode ser o fim do forte guerreiro? Sansão surpreende mais uma vez e deixa claro por que se tornou um herói que nunca foi esquecido e que tem sua história contada de geração a geração há milhares de anos.
A produção Sansão e Dalila tem direção geral de João Camargo e adaptação de texto de Gustavo Reiz.

## Elenco
| Ator              | Personagem       |
| ----------------- | ---------------- |
| Fernando Pavão    | Sansão           |
| Mel Lisboa        | Dalila           |
| Milhem Cortaz     | Comandante Abbas |
| Marcelo Escorel   | Príncipe Inárus  |
| Rafaela Mandelli  | Ieda             |
| Miguel Thiré      | Faruk            |
| Claudio Gabriel   | Héber            |
| Thais Fersoza     | Samara           |
| Lu Grimaldi       | Zilá             |
| Roberto Frota     | Manoá            |
| Nina de Pádua     | Agar             |
| Karen Junqueira   | Tais             |
| Felipe Cardoso    | Jidafe           |
| Valéria Alencar   | Hannah           |
| João Vitti        | Anjo do Senhor   |
| Luiza Curvo       | Myra             |
| Juliana Lohmann   | Judi             |
| Leandro Léo       | Cário            |
| Luli Miller       | Jana             |
| Emilio Dantas     | Aron             |
| Joana Balaguer    | Yunet            |
| Roberto Pirillo   | Simas            |
| Camilo Bevilacqua | Rudiju           |
| Ittala Nandi      | Zaira            |
| Rogério Fróes     | Aliã             |
| Noemi Gerbelli    | Ama              |
| Luiz Nicolau      | Bak              |
| Lívia Rossy       | Ayla             |
| Rodrigo Costa     | Gadi             |
| Cássio Ramos      | Alexis           |

### Participações especiais
| Ator                 | Personagem          |
| -------------------- | ------------------- |
| Cibele Larrama       | Mãe de Jidafe       |
| John Patrick Buckley | Sansão (Criança)    |
| David Ricardo        | Jidafe (Criança)    |
| Eugênio Bretaz       | Príncipe de Gate    |
| Ítalo Villani        | Príncipe de Asdode  |
| Marcelo Pio          | Príncipe de Ecron   |
| Eduardo Maia         | Príncipe de Ascalon |

## Recepção

### Audiência
A minissérie marcou uma média de 12 pontos no IBOPE da Grande São Paulo em sua estreia. A História de Ester, outra minissérie bíblica produzida pela Record, também havia marcado 12 pontos em sua estreia. Durante a exibição do primeiro capítulo de Sansão e Dalila, a Record ficou isolada em segundo lugar, registrando 20% de share (percentual de televisores sintonizados no canal).
No IBOPE da Região Metropolitana do Rio de Janeiro, a trama marcou uma média de 16 pontos, ficando apenas quatro pontos atrás da Rede Globo, que marcou 20 pontos no horário. O capítulo de estreia também atingiu pico de 19 pontos e share de 30% na região.
O episódio exibido no dia 20 de janeiro marcou uma média de 14 pontos e 26% de share no IBOPE da Grande São Paulo. Enquanto isso, a Rede Globo, que exibia o Jornal da Globo, marcou uma média de 13 pontos.
O episódio exibido no dia 1 de fevereiro, registrou recorde de audiência de acordo com dados consolidados do IBOPE da Grande São Paulo, das 23h21 às 00h20, a atração marcou média de 15 pontos no Ibope com pico de 17 pontos. A produção conquistou o segundo lugar isolado no ranking de audiência.

### Críticas
A jornalista Patrícia Kogut, em seu blogue na Globo.com, comentou que a minissérie traz "um Sansão fraco mesmo de cabelos compridos", completando que o autor "desperdiçou esse ouro em pó para pulverizá-lo em inúmeras tramas paralelas desimportantes". Kogut elogia a produção da trama, enfatizando as locações, os figurinos e os cenários. No entanto, de acordo com ela, "nem tanto investimento salvou o programa de um eventual amadorismo, principalmente nas cenas de luta, quase cômicas". A jornalista chegou a comparar a trama com a da Trilogia Caminhos do Coração: "impossível não lembrar de Os Mutantes, com guerreiros sendo jogados bem para o alto, em efeitos especiais ridículos". Para ela, "a águia do início e o mensageiro de Deus envolto em luz intensa também foram momentos constrangedores. No terceiro episódio, a luta de Sansão com um leão foi uma decepção". Ela encerrou dizendo que "Sansão e Dalila da Record, diferentemente da história da Bíblia, não tem muita graça. Pena".
Já para a coluna Famosidades, do MSN Brasil, Sansão e Dalila "bateu todas as expectativas". De acordo com a coluna, "a produção é muito boa, a dedicação do canal em acertar é grande e visível e o desempenho do elenco impressionou". "Mel Lisboa voltou com tudo à telinha como a sensual Dalila, e Fernando Pavão – confesso! – surpreendeu a coluna de uma forma positiva", completou.

## Reprises
Foi reprisada entre 1 de janeiro e de 29 de janeiro de 2013, em 21 capítulos.
Foi reprisada pela segunda vez entre 7 de março a 1 de abril de 2016, às 20h30, em 20 capítulos, substituindo José do Egito e sendo substituída pela segunda temporada de Os Dez Mandamentos.

## Exibição internacional
Nos Estados Unidos a minissérie foi exibida em espanhol a partir de 25 de junho de 2013 no canal Mundo Fox com o título "Sansón y Dalila", e ao finalizar sua exibição foi substituído por José do Egito.
No dia 28 de fevereiro de 2018, foi exibido na estreia da FéTV, um canal de tv exclusivo da DSTv com exibição em Angola e Moçambique.

## Prêmios e indicações
| Ano  | Prêmio       | Categoria    | Resultado |
| ---- | ------------ | ------------ | --------- |
| 2011 | Prêmio Extra | Melhor série | Indicado  |